# Jörn Lange
Jörn Lange (* 8. November 1903 in Salzwedel; † 21. Januar 1946 in Wien) war ein deutscher Chemiker (Physikalische Chemie) und Hochschullehrer an der Universität Wien. Lange war Nationalsozialist. Als er kurz vor der Eroberung Wiens durch sowjetische Truppen wertvolles Gerät an der Universität zerstören wollte, damit sie nicht den sowjetischen Truppen in die Hände fielen, erschoss er zwei Kollegen, die ihn daran hindern wollten. Er wurde deshalb 1945 in Wien zum Tode verurteilt und starb kurz vor der Hinrichtung durch Suizid.

## Karriere
Lange war der Sohn eines Rechtsanwalts und studierte Chemie an der Humboldt-Universität zu Berlin, an der er 1928 promoviert wurde (Studien zum thermodynamischen Verhalten starker Elektrolyte). Als Post-Doktorand war er mit einem Stipendium der Liebig-Gesellschaft und später der Deutschen Forschungsgemeinschaft bei Johannes Ludwig Ebert zwei Jahre an der Universität Würzburg, wo er an der Kryoskopie stark verdünnter wässriger Lösungen forschte. In den 1930er Jahren war er mit einem Rockefeller-Stipendium an der Columbia University und der Landwirtschaftlichen Hochschule in Kopenhagen. Nach Würzburg zurückgekehrt leistete er freiwillig Wehrdienst (Flakhelfer) und trat zum 1. Mai 1933 der NSDAP bei (Mitgliedsnummer 3.130.585). 1934 bis 1940 war er erster Assistent in der Abteilung physikalische Chemie an der Universität Jena, an der er sich 1934 habilitierte (Zur physikalischen Charakterisierung gelöster Ionen). Ab Juli 1940 war er wieder bei Ebert als Dozent in der Abteilung physikalische Chemie des 1. Chemischen Labors der Universität Wien. Das Labor wurde seit 1940 von Ebert geleitet. Im Frühjahr 1942 wurde er planmäßiger außerordentlicher Professor und Stellvertreter von Ebert am 1. Chemischen Institut. Er richtete ab 1940 ein Praktikum für Fortgeschrittene in physikalischer Chemie ein mit Schwerpunkt in optischen Methoden und veröffentlichte 1942 ein Lehrbuch über physikalische Chemie.

## Mordfall am Chemischen Institut in den letzten Tagen des Zweiten Weltkriegs
Im Zweiten Weltkrieg diente der sogenannte tiefe Keller der chemischen Institute in der Währingerstraße (der nicht benutzt wurde und als Belüftungssystem diente) als Versteck für Dissidenten, untergetauchte Juden, Deserteure und ähnliche Verfolgte. Aktiv war hier die Widerstandsgruppe Tomsk. Einer der dort Versteckten war der Schriftsteller Johannes Mario Simmel, der Lange in seinem Roman über diese Zeit Wir heißen euch hoffen als überzeugten Nationalsozialisten schilderte.
Kurz vor der Eroberung Wiens durch die Rote Armee gab der Prorektor der Universität Wien Viktor Christian aufgrund eines verschlüsselten Signals im Rundfunk den Befehl, alle kriegswichtigen Geräte an der Universität Wien zu zerstören (ARLZ-Befehl oder Rechts der Donau Befehl), was er wenig später in Unbrauchbarmachung zur Verhinderung von Abtransport durch die Russen änderte. Der Direktor des 2. Chemischen Instituts Friedrich Wessely gab den Befehl an Lange weiter, der sich daran machte, ihn in seinem Zuständigkeitsbereich am 1. Chemischen Institut auszuführen, wobei die Einzelheiten ihm überlassen wurden. Ebert hatte sich zuvor mit einer Reihe von Geräten und Assistenten in den Westen abgesetzt, so dass Lange als Leiter verblieb. Insbesondere wollte er das damals dort installierte sehr wertvolle Elektronenmikroskop zerstören, hergestellt von der Firma Siemens mit 40.000facher Vergrößerung und wichtig in der Virusforschung. Es gab in Wien nur zwei derartige Elektronenmikroskope (das andere war an der Technischen Hochschule).
Die Widerstandsgruppe „Tomsk“ bekam dies mit und einige ihrer Mitglieder stellten sich Lange am 5. April 1945 entgegen, als dieser zur Zerstörung des Elektronenmikroskops schreiten wollte. Die Gruppe war vom späteren Biochemie-Professor Otto Hoffmann-Ostenhof und dem Assistenten am 1. Chemischen Institut Kurt Horeischy (* 25. März 1913), der Leiter des mikrochemischen Labors war, gegründet worden und ihr gehörten rund 15 Institutsangehörige an, die Radios bauten, Verfolgte im Keller versteckten und Flugblätter druckten. Horeischy war schon seit den 1930er Jahren Mitglied der Roten Studenten gewesen und nach dem Überfall auf Polen wegen eines Lungenleidens aus der Armee entlassen worden. Sie hatten Kontakt zur Widerstandsgruppe O5. Horeischy, Langes Assistent Hans Vollmar (* 8. Juni 1915), der zwar nicht zur Widerstandsgruppe gehörte, sondern Nationalsozialist war, aber für die Teilnahme an dieser Aktion gewonnen werden konnte, der desertierte Polizist Maximilian Slama und die chemische Assistentin Ingeborg Dreher versuchten Lange an der Zerstörung zu hindern. Horeischy war nervös und bedrohte Lange mit einer Pistole. Als er einen Augenblick unaufmerksam war, zog Lange seine eigene Pistole und erschoss ihn ohne Vorwarnung. Nach einer Aktennotiz beim Volksgericht Wien lud Lange nach einem längeren Wortwechsel zunächst ein, das weitere Vorgehen in seinem Arbeitszimmer zu diskutieren und eröffnete dort angekommen das Feuer auf die Gruppe. Als sich der aufgebrachte, nicht bewaffnete Hans Vollmar, der mit Lange sogar befreundet war, daraufhin auf Lange stürzte löste sich im Handgemenge ein Schuss und auch Vollmar starb noch im Institut, wo die Leiche fünf Tage an Ort und Stelle liegen blieb. Horeischy starb wenig später im Hospital, wie Vollmar an inneren Blutungen. Die anderen Beteiligten flohen. Lange zerstörte das Elektronenmikroskop und wurde bald darauf von der Polizei verhaftet. Da er sich auf Befehlsnotstand berief kam er zwar zunächst wieder frei und setzte seine Zerstörungsarbeit fort. Er wurde aber später nach der Besetzung durch die Sowjetunion vom NKWD verhört.
Im August 1945 wurde Lange von der Staatsanwaltschaft angeklagt (versuchter und vollendeter Mord und Beschädigung vom Staatseigentum) und nach fünf Prozesstagen am 15. September 1945 vom Volksgericht Wien wegen Mordes zum Tode durch den Strang verurteilt. Im Prozess gab Lange an, Horeischy aus Notwehr erschossen zu haben, Vollmar aber nicht erschossen zu haben. Unterstützung erhielt er später von seiner Ehefrau und vom Gefängnisgeistlichen, der sogar einen Justizirrtum vermutete und deshalb entlassen wurde. Das Gericht sah in ihm dagegen einen verstockten Fanatiker und glaubte ihm nicht. Eine am 31. Januar 1946 beantragte Begnadigung wurde abgelehnt, Lange hatte aber noch einen Wiederaufnahmeantrag gestellt, datiert vom 21. Januar. Einen Tag vor Vollstreckung des Urteils beging er Suizid mit einer Zyankali-Phiole.
1947 wurde am Chemischen Institut eine Gedenktafel für Horeischy und Vollmar angebracht (Eingang in der Währinger Straße 42). Die Inschrift lautet:
Am 5. April 1945 fielen in diesem Institut die Assistenten Dr. Kurt Horeischy und Dr. Hans Vollmar bei dem Versuch wertvolle Instrumente vor der Zerstörung durch die Nationalsozialisten zu retten.
Nach Horeischy ist die Horeischygasse in Hietzing benannt.

## Schriften
- Einführung in die physikalische Chemie, Springer Verlag 1942